# Julià-Bernat Alart
Julià-Bernat Alart, més conegut en francès com a Julien-Bernard Alart, (Vinçà, 1 de març del 1824 - 3 de febrer del 1880) va ser un dels estudiosos més importants de la llengua catalana a la Catalunya del Nord al segle xix. Gràcies a la seua feina minuciosa i precisa va fer conèixer els escrits catalans del Regne de Mallorca dels segles xii i xiii conservats als arxius departamentals de Perpinyà.

## Biografia
Després dels seus estudis elementals a Vinçà, Alart va ingressar al Col·legi de Perpinyà, a l'octubre del 1837. Se n'anà més tard a Tolosa (de Llenguadoc), on obtingué el diploma de "bachelier ès-lettres", el 1843. L'any següent treballà al collège de Châtellerault, com a maître d'études i uns quants mesos després al collège de La Rochelle, on ensenyà fins al 1848. Passà també pels instituts de Cahors, Leitora i Dax abans de tornar al Rosselló. Anteriorment al seu retorn a Catalunya havia ja treballat amb textos medievals dels arxius de Perpinyà, Dax i Leitora. Així el 1852 havia publicat a aquesta darrera ciutat un opuscle: Quelques chartes et privilèges de Villefranche-de-Conflent.
El 1851, Alart es feu membre de la Societat agrícola, científica i literària dels Pirineus Orientals amb la qual col·laborà activament amb una aportació abundant d'articles sobre història i geografia locals.
El 17 de setembre del 1857, Alart fou nomenat "Commis d'inspection" a la Prefectura dels Pirineus Orientals, i així començà la seua exploració, que es revelaria després tan fructuosa, del fons arxivístic d'aquesta regió. El 1858 intervingué en una polèmica amb un historiador aficionat, François Campagne, sobre la patrona d'Elna. La resposta de l'Alart fou tan culta i detallada que ridiculitzà el contrincant.
Ascendí a arxivista al març del 1862, a conseqüència de la dimissió de l'arxivista anterior. A partir del 1860, Alart va copiar als Arxius departamentals de Perpinyà i als altres dipòsits públics de documents prop de 150.000 documents de manera completa o parcial al seu cartulari, la qual cosa fa que aquest cartulari contingui al voltant de dos-cents documents o parts de manuscrits.

## Importància de la seva obra
A parer de Joan Coromines: L'[obra] del gran arxiver, erudit i filòleg rossellonès […] va estar sotmesa al control d'una ciència cartística, paleogràfica i lingüística de perfecte rigor, que trobaria ben pocs iguals en l'erudició europea del seu temps (1824-1880); em cal proclamar que, com a lexicòleg i dialectòleg, els seus coneixements i el seu mètode eren més avançats que els de la majoria dels seus coetanis de Montpeller-Tolosa i fins que els de París.

## Publicacions
Alart va ser un col·laborador assidu i preciós per a la revista occitana Revue des Langues Romanes (entre 1872 i 1879) amb les seues edicions de textos en català medieval. Van publicar-li pòstumament el recull Documents sur la langue catalane (París, 1881). També publicava de manera intensiva articles sobre història del Rosselló al Journal des Pyrénées-Orientales (entre 1858 i 1870) i l'Echo du Roussillon (de 1864 a 1865). Convé esmentar a més els seus articles d'història i geografia, publicats essencialment a la revista Société Agricole.

### Articles d'història
-A la revista Société Agricole:
- Apparition des routiers dans le Conflent (1854).
- Bérenger de Palazol (1855)
- Les Trinitaires de Corbiac (1855)
- L'Abbaye de Sainte-Marie de Jau ou de Clariana (1856)
- Les Patronnes d'Elne (1856)
- La suppression de l'Ordre du Temple en Roussillon (1866)
- Les d'Armagnac en Roussillon sous Louis XI (1868)
- Notes historiques sur la peinture et les peintres roussillonnais (1872)
- Ancienne industrie de la verrerie en Roussillon (1873)

### Articles de geografia
-A la revista Société Agricole:
- Géographie historique du Conflent (1854)
- Géographie historique des Pyrénées-Orientales et la voie romaine dans l'ancien Roussillon (1859)

### Obres diverses
- Le Prieuré de Marcevol (1858)
- Notices historiques sur les communes du Roussillon (2 volums, 1868 i 1878)